# 뱀딸기
뱀딸기는 장미과에 속하는 여러해살이풀이다. 지매(地苺)라고도 한다. 높이는 10~15cm이다. 남아시아와 동아시아 원산이며, 세계 각지에서 관상 식물로 심는다. 풀밭이나 숲 가장자리에서 자란다. 잎은 어긋나며 3출엽이다. 꽃은 4~5월에 노랗게 피는데, 잎겨드랑이에서 나오는 길쭉한 꽃자루에 한 개씩 달린다. 열매는 딸기와 같은 수과로 둥글고 지름 1cm 정도이다. 열매는 먹을 수 있으나 맛이 없고 많이 먹으면 배탈이 날 수 있어 식용하지 않는다.

## 사진

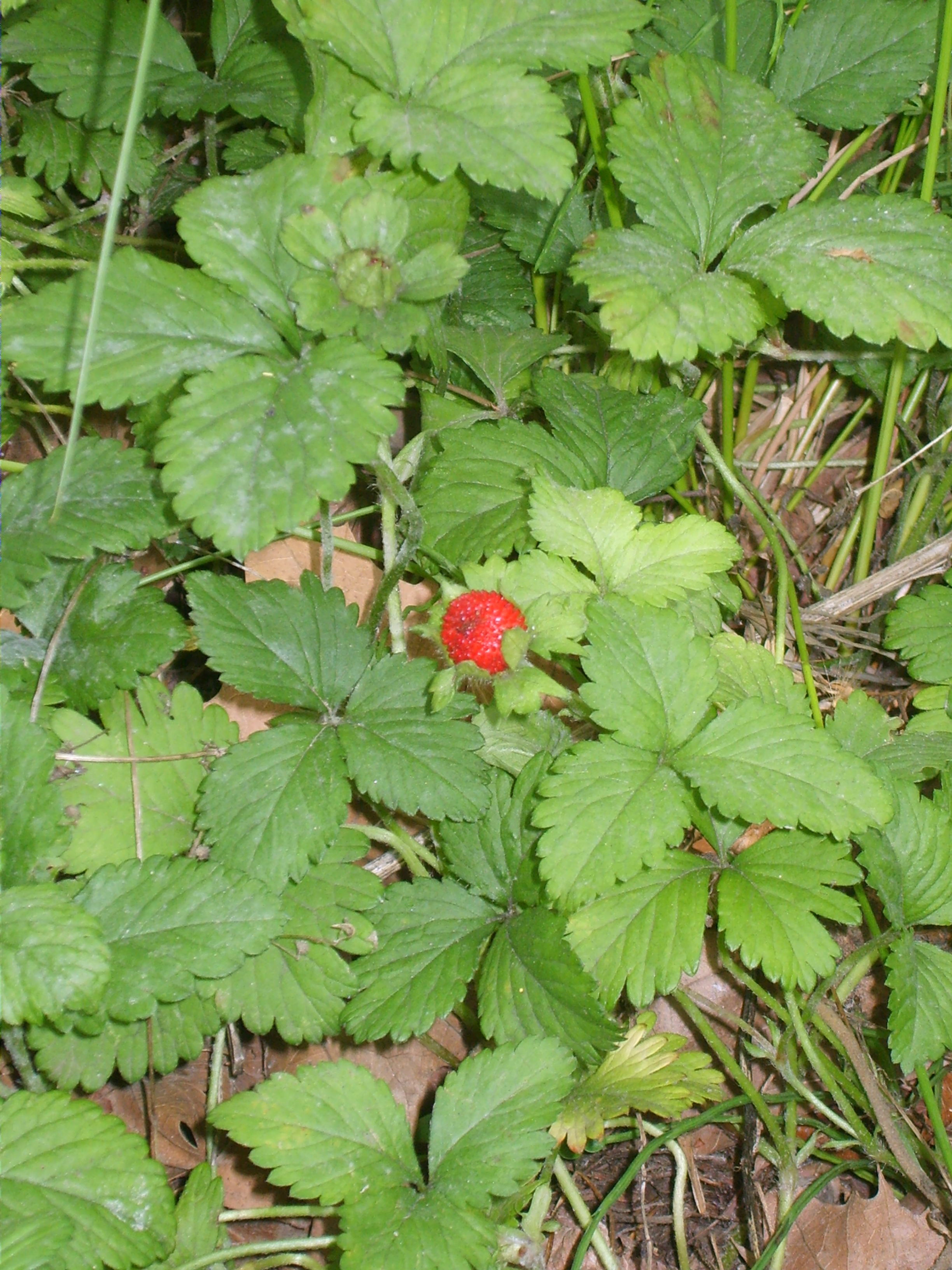
뱀딸기 열매 (관상용)
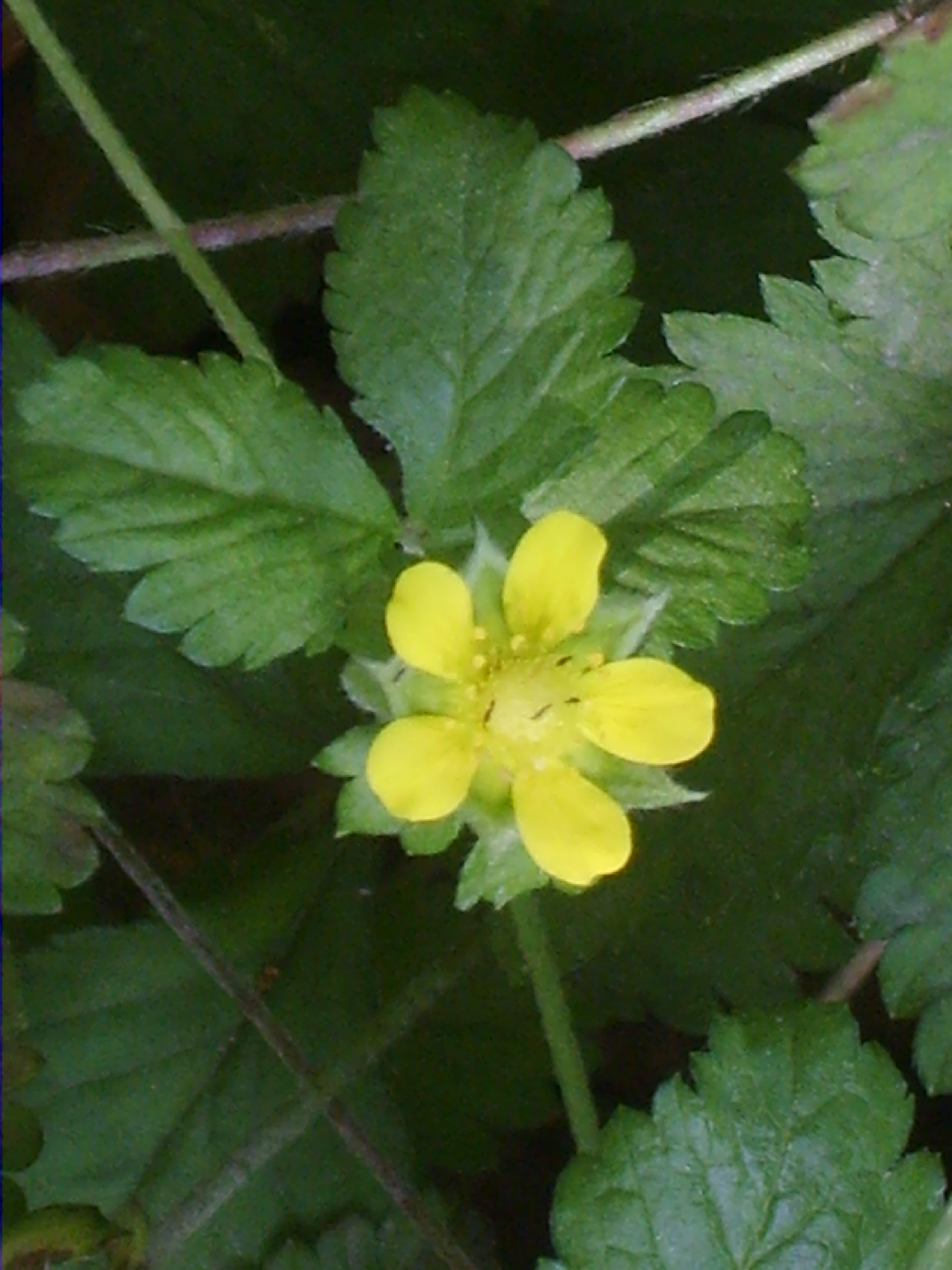
뱀딸기 꽃 (관상용)
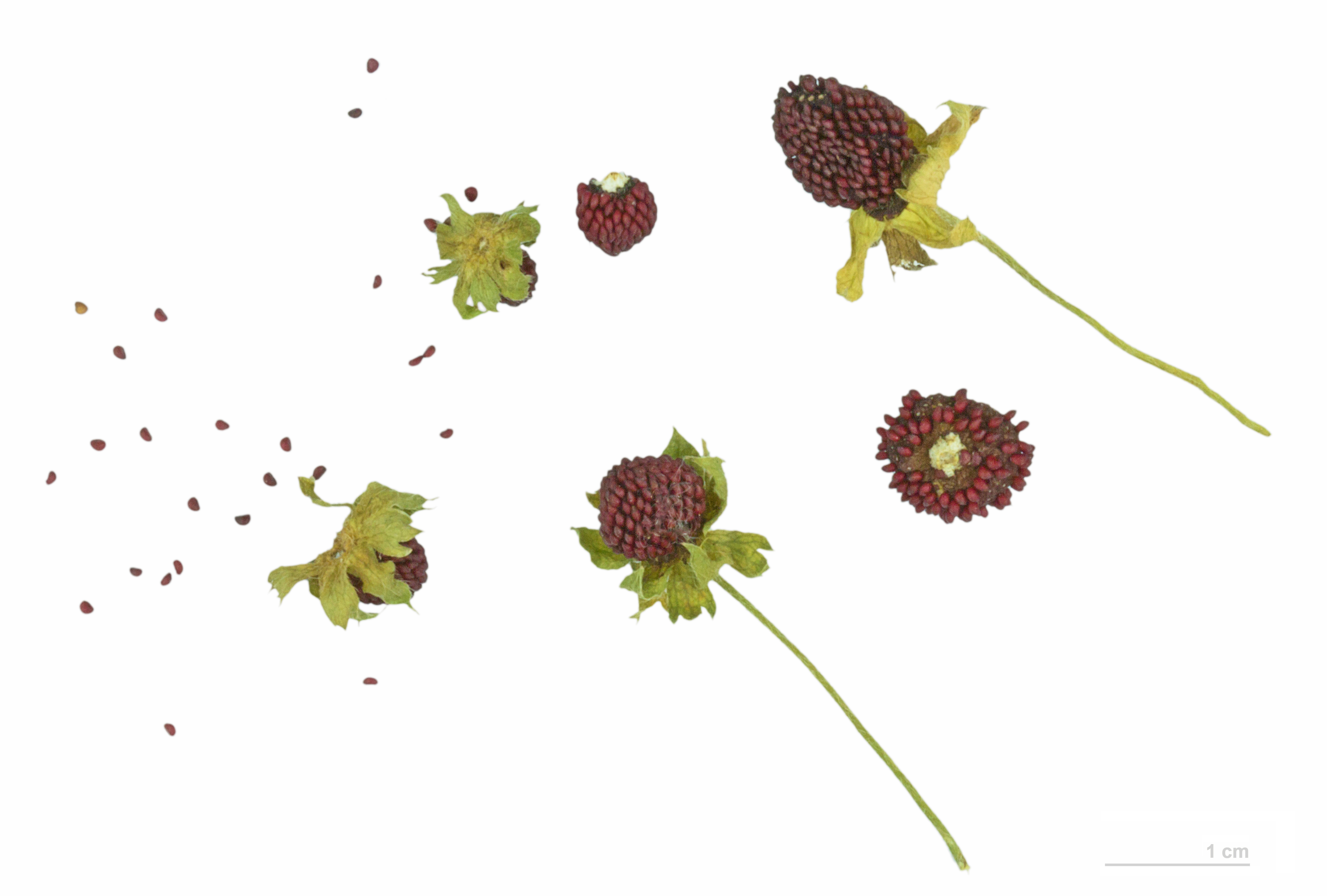
Duchesnea indica